# اسکای‌تیم کارگو
اسکای‌تیم کارگو (انگلیسی: SkyTeam Cargo) اتحادیه هواپیمایی شرکت‌های ترابری است، که بطور مستقیم تحت نظارت اتحادیه اسکای‌تیم فعالیت می‌کند. اتحادیه اسکای‌تیم کارگو در سال ۲۰۰۰ تأسیس شد و هم‌اکنون از ۱۲ شرکت هواپیمایی تشکیل می‌شود.